# مجلس تعليم الأعمال والتكنولوجيا
مجلس تعليم الأعمال والتكنولوجيا (بالإنجليزية: Business and Technology Education Council)‏ (BTEC) يعد مزودًا لمؤهلات التخرج من المدرسة الثانوية ومؤهلات التعليم الإضافي في إنجلترا وويلز وأيرلندا الشمالية. في حين أن حرف T في BTEC يشير إلى التقنية، فإنه وفقًا لـDfE (2016) فإنه يشير الآن إلى التكنولوجيا. نشأت BTECs في عام 1984 ومنحت من قبل إدكسل منذ عام 1996. تكمن أصولهم في مجلس تعليم إدارة الأعمال، الذي شكل في عام 1974 من أجل "ترشيد وتحسين أهمية التعليم المهني من الدرجة الفرعية". وهم من مسؤولية وزير الدولة للمهارات والتلمذة الصناعية والتعليم العالي في وزارة التعليم.
تقبل مؤهلات BTEC، وخاصة المستوى 3، من قبل جميع جامعات المملكة المتحدة (في كثير من الحالات يتم دمجها مع مؤهلات أخرى مثل A Levels) عند تقييم مدى ملاءمة المتقدمين للقبول، وتبني العديد من هذه الجامعات عروض القبول المشروط الخاصة بها على درجات BTEC المتوقعة للطالب.
وجد تقرير صادر عن مؤسسة السوق الاجتماعية في يناير 2018 أن أكثر من ربع (26%) المتقدمين للجامعات في إنجلترا التحقوا بالتعليم العالي بمؤهل واحد على الأقل من BTEC. وجد البحث أن BTECs توفر طريقًا مهمًا بشكل خاص للتعليم العالي لمجموعات محددة، حيث يدخل ما يقرب من نصف الطلاب الجامعة من خلال BTEC، إلى جانب أعداد كبيرة من الطلاب في مناطق محددة، بما في ذلك الشمال الغربي ويوركشاير والهمبر والشمال الشرقي وميدلاند الغربية. جاء ذلك في أعقاب تقرير منفصل نشرته مؤسسة HEPI في عام 2017 حول BTECs والتعليم العالي.